# El Progreso (Honduras)
El Progreso est une ville du Honduras. Elle est située au nord-ouest du pays dans le département de Yoro. La population de la ville est estimée à 90 000 habitants.
El Progreso est située au carrefour de certains des principaux axes routiers du pays. La ville est également traversée par le fleuve Rio Ulúa et se situe à une vingtaine de kilomètres au sud-est de l'aéroport international Ramón-Villeda-Morales. Cette localisation stratégique en fait une ville dynamique économiquement.
Le climat de la région est humide, les fortes pluies entrainent régulièrement des inondations dans les champs qui entourent la ville.